# Wang Š’-čen
Wang Š’-čen (čínsky pchin-jinem Wáng Shìzhēn, znaky zjednodušené 王世贞, tradiční 王世貞, 1526–1590) byl čínský spisovatel a historik působící v říši Ming, vůdčí osobnost sedmi pozdějších mistrů, v 70. a 80. letech let 16. století literární arbitr a nejrespektovanější kritik mingské Číny.

## Jména
Wang Š’-čen používal zdvořilostní jméno Jüan-mej (čínsky pchin-jinem Yuánměi, znaky 元美) a literární pseudonymy Feng-čou (čínsky pchin-jinem Fèngzhōu, znaky zjednodušené 凤洲, tradiční 鳳洲) a Jen-čou šan-žen (čínsky pchin-jinem Yǎnzhōu shānrén, znaky 弇州山人).

## Život
Pocházel z Tchaj-cchangu (dnes městský okres v prefektuře Su-čou v Ťiang-su), narodil se roku 1529. Studoval konfucianismus, absolvoval úřednické zkoušky a roku 1547 složil i jejich nejvyšší stupeň – palácové zkoušky a získal titul ťin-š’. Poté nastoupil úřednickou kariéru.
Své úřední povinnosti vykonával dobře, avšak nevynikl. Kariéru mu roku 1560 poškodila poprava otce (za neschopnost zabránit mongolskému nájezdu na Peking roku 1559), na sedm let se tehdy vrátil domů. Za podíl na otcově smrti celoživotně nesnášel Jen Sunga, předního politika své doby, zodpovědného navíc za popravu několika Wang Š’-čenových přátel (především Jang Ťi-šenga) Jen Sunga kritizujících. Wang Š’-čenovi je proto přisuzováno autorství dramatu Volání Fénixe (鳴鳳記, Ming-feng-ťi) v němž je hrdinný Jang Ťi-šeng obětí zlého Jen Sunga. I když zřejmě jeho autorem nebyl, podpořil jeho šíření. Znovu žil v soukromí v letech 1576–1588. Před nešťastným rodinným životem se tehdy stáhl do kláštera. Vrcholem Wang Š’-čenovy kariéry byla funkce ministra trestů v Nankingu, kterou zastával od července 1589 do dubna 1590.
V dubnu 1590 rezignoval z úřadu a v prosinci téhož roku zemřel.

## Literární činnost
Koncem 40. let společně se starším Li Pchan-lungem kolem sebe soustředili skupinu básníků, tzv. pozdějších sedmi mistrů. Po smrti Li Pchan-lunga roku 1570 se stal jejich vůdčí osobností, neformálním literárním arbitrem a nejrespektovanějším kritikem Číny. V čele sedmi pozdějších mistrů prosazoval názor archaizujícího literárního hnutí (revivalistů), že nejlepší prózu psali autoři chanské doby (a starší), zatímco v poezii nejvýše hodnotil tchangské básníky raného a vrcholného období; autoři by podle něj měli vycházet z jejich postupů. Jako neformální vůdce revivalistů byl kritizován stoupenci jiných literárních skupin, např. pro Kuej Jou-kuanga byl jen „prostředním autorem“ oslavovaným pouze svými stoupenci. Své literárně-teoretické názory vlivem širokých zájmů i pod tlakem kritiky časem upravoval, takže na rozdíl od svých kolegů uznával i autory z jiných období (než výše uvedené chanské a tchangské), pokud splňovali jeho nároky, např. sungské literáty Su Š’ho a S’-ma Kuanga,
Zatímco v malířství a kaligrafii souhlasil s napodobováním a kopírováním, odmítal jej u literatury, jejíž tvůrci by podle něj měli vždy vycházet z vlastních myšlenek. V této souvislosti neváhal ani Li Pchan-lunga opakovaně odsuzovat za neživotnou imitaci svých vzorů. Jako historik měl skeptický postoj k přesnosti a důvěryhodnosti zdrojů, ale také zastával názor, že žádný zdroj nelze vyloučit z historie a každý lze nějakou formou použít. Jeho snaha o přesnost a správnost se neomezila jen na dějepisná díla, ale kritizoval i malíře za historicky nesprávné oblečení osobností minulých dynastií na jejich obrazech a vyzýval krajináře, aby malovali přesné konkrétní krajiny namísto idealizovaných pohledů na přírodu. Po historicích a prozaicích žádal nevyumělkovaný výklad prostými a jednoduchými slovy, bez zbytečných zdobností. Srozumitelnost výkladu měla sloužit cíli autora – čtenářskému přijetí názorů vyjádřených v textu.
Wang Š’-čen byl velmi plodným autorem. Ve své tvorbě se nesoustředil na jednu oblast, předmětem jeho zájmu byla kultura a umění v celé jejich šíři. Psal poezii nejrůznějších žánrů, od sungských balad jüe-fu po palácovou a zahradní poezii, povídky v klasickém i hovorovém jazyce, písňové texty, eseje na nejrůznější témata, práce o historii umění a literatury, o institucionální a politické historii. Jako kulturní konzervativec přitom kritizoval postupující komercionalizaci společnosti a s ní spojený úpadek tradičních hodnot. K jeho významnějším dílům patří např. Jen-čou šan-žen s’-pu kao (弇州山人四部稿), soubor poezie i prozaických prací o 174 ťüanech, Ťia-ťing i-laj šou-fu čuan (嘉靖以來首輔傳), životopisy členů velkého sekretariátu císaře Ťia-ťinga v 8 ťüanech a Jen-šan-tchang pie-ťi (弇山堂別集). 100 ťüanů dlouhé dějiny říše Ming, prakticky „neoficiální Pravdivé záznamy“, zejména pro vládu císaře Ťien-wena, pro kterou jsou oficiální záznamy nedůvěryhodné.
Byl představitelem generace převažující ve společenském životě mingské Číny mezi poklesem vlivu Wang Jang-mingovy školy po roce 1579 a vzestupem hnutí Tung-lin po roce 1604, generace, která se od konfuciánského idealismu a společenského aktivismu posunula k zájmu o literární estetiku a erudici. Jeho literární postoje, zvláště textová kritika a skepticismus, našly následovníky nejen v Číně, ale i v Japonsku. Tam ovlivnil tokugawské konfuciánské autory, zejména Ogjú Soraie (1667–1728).